# Caja Rural de Teruel
Caja Rural de Teruel es una cooperativa de crédito de España, miembro de la Asociación Española de Cajas Rurales y de la Unión Nacional de Cooperativas de Crédito. Su domicilio social se encuentra en Teruel.

Cuenta con 76 oficinas repartidas por las provincias de Teruel, Zaragoza y Tarragona.

## Historia
- 1920: Se crea la Federación Turolense de Sindicatos Agrícolas Católicos, que sería el germen de la actual Caja Rural de Teruel.
- 1945: Adaptan sus Estatutos de acuerdo a la Ley de Cooperativas 2/1/42 como Caja Central Cooperativa de Ahorro y Crédito.
- 1946: El Ministerio del Trabajo aprueba los estatutos de la Caja Central Cooperativa de Ahorro y Crédito.
- 1965: La Junta General aprueba la denominación de «Caja Rural Provincial» de Teruel y Cooperativa de Crédito.